# 双鼎
双鼎（？—？），正白旗人，是一名清朝政治人物。
乾隆年间任福宁府知府兼笔帖式，于乾隆四十一年(1776年)接替李维钰任漳州府知府一职，乾隆四十二年(1777年)由姚棻接任。